# Dawid spotyka Abigail
Dawid spotyka Abigail (niderl. De ontmoeting van David en Abigaïl, die hem mondkost voor zijn leger brengt) – obraz pędzla Petera Paula Rubensa, flamandzkiego malarza barokowego.

## Opis
Tematyka obrazu została zaczerpnięta ze Starego Testamentu z 1 Księgi Samuela. Opisany epizod opowiada o pobycie Dawida i jego świty na pustyni Paran i o bogatym Nabalu i jego żonie Abigaili. Dawid poprosił Nabala o pożywienie dla swoich ludzi w zamian za wcześniejszą ochronę jego stad i pasterzy przebywających w Karmelu. Bogacz odmówił pomocy co wywołało gniew przyszłego króla. Postanowił krwawo rozprawić się z niewdzięcznikiem. Wraz ze swoimi żołnierzami wyruszył do domu Nabala. O niewdzięczności i odmowie Nabala, dowiedziała się jego żona. Będąc osobą roztropną i pragnąc zapobiec rzezi, nakazała zebrać pożywienie i wyruszyła na spotkanie z Dawidem: 

Kiedy Abigail spostrzegła Dawida, szybko zsiadła z osła i upadłszy na twarz przed Dawidem, oddała mu pokłon aż do ziemi. Rzuciwszy się do jego stóp rzekła: „Panie mój! Niech na mnie spadnie wina! Pozwól jednak służebnicy twej przemówić do ciebie, wysłuchaj słów twej służebnicy! Niech pan mój nie zwraca uwagi na tego nicponia Nabala, bo on jest jak jego imię „Nabal” oznacza, że w nim jest [wiele] głupoty, ja zaś, twoja służebnica, nie widziałam sług mojego pana, których przysłałeś (1Sm 25: 23-25)

 Dawid po wysłuchaniu prośby kobiety i wychwaleniu jej roztropności przystał na jej prośby: 

Dawid przyjął od niej to, co przyniosła, i rzekł jej: „Wracaj spokojnie do domu! Patrz, wysłuchałem twej prośby i przyjąłem cię życzliwie” (1Sm 25: 35)

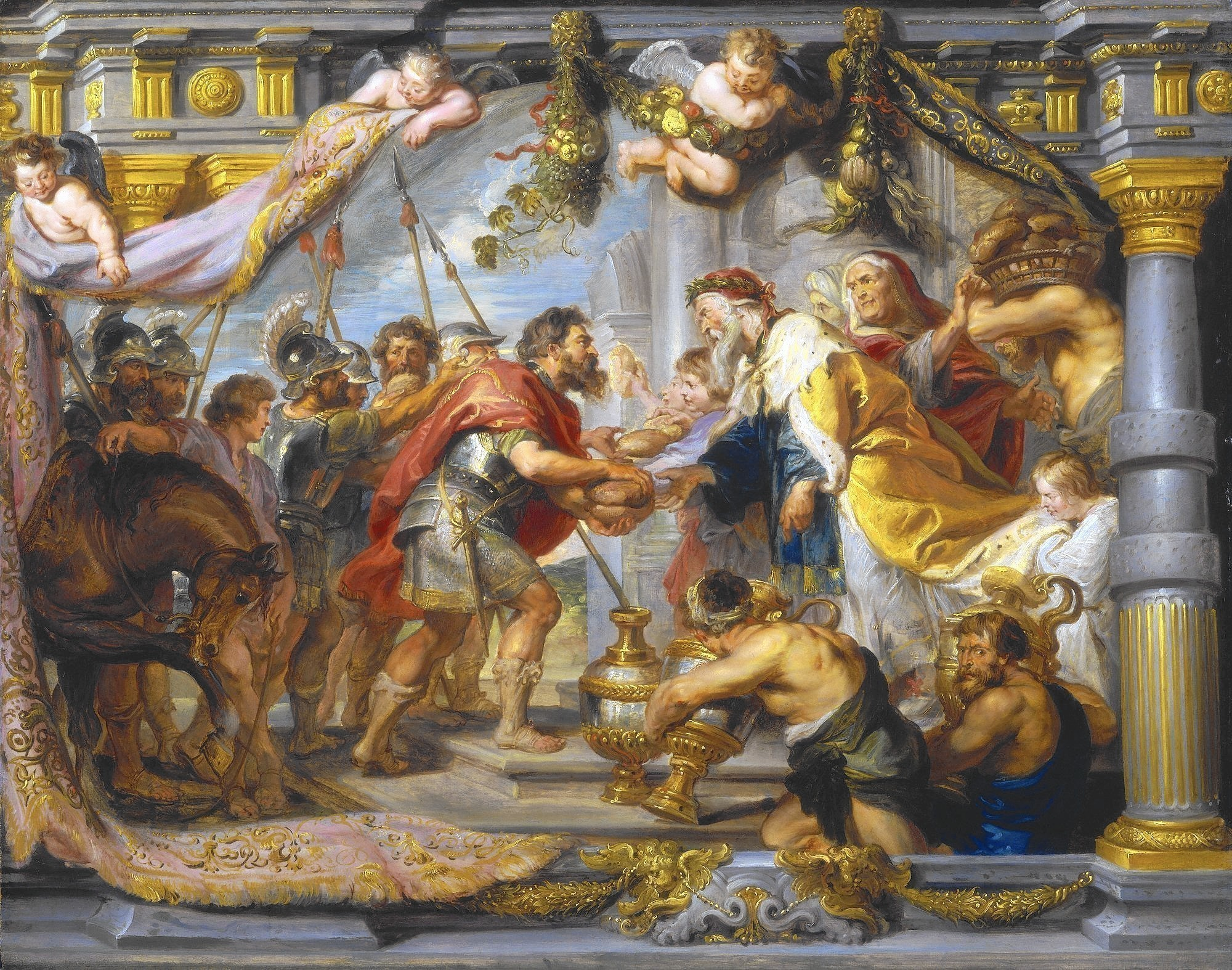
Rubens Spotkanie Abrahama i Melchizedeka 1625, 66 × 82,5 cm, National Gallery of Art

Rubens wybrał moment, gdy Abigail pada do stóp Dawida i prosi go o zaniechanie przezeń zemsty. Prawą ręka wskazuje na dary jakie przyniosła. Dawid wzruszony słowami kobiety, zdejmuje hełm, pochyla się ku niej z otwartymi ramionami i próbuje ją podnieść. Artysta podzielił obraz na dwie równe części. Po prawej stronie stoją wojownicy Dawida w zbroi, gotowi do walki. Na pierwszym planie jeden z paziów trzyma białego konia, na którym przybył Dawid. Po lewej stronie znajduje się orszak służących Abigail. Mężczyźni niosą kosze pełne bochenków chleba, dwie służki przyglądają się z zaciekawieniem rozgrywającej się scenie pojednania.
Przesłaniem obrazu jest możliwość pojednania w każdej sytuacji. Rubens przedstawia dwie charakterystyczne grupy figuralne, na tle spokojnego, idyllicznego krajobrazu wykonanego przez któregoś z uczniów Rubensa. Kompozycja obrazu przypomina wcześniejsze dzieło artysty pt. Spotkanie Abrahama i Melchizedeka z ok. 1624 roku, w którym kapłan Salem wraz ze swoją świtą ofiaruje chleb żołnierzom Dawida.
Religijna tematyka dzieła skłaniała do interpretacji sceny, jako zapowiedzi Eucharystii i ofiarowanie się Matki Boskiej jako orędowniczki.
Rubens, wraz z uczniami swej pracowni, wykonał co najmniej trzy kopie tego dzieła; dwie można obejrzeć w Detroit Institute of Arts oraz w J. Paul Getty Museum.